# فانفار
فانفار (انگلیسی: Fanfare) یا جلوه‌گری، یک موسیقی کوتاه، پرشور و حماسی است که به‌طور معمول توسط ترومپت‌ها یا سایر سازهای بادی برنجی اجرا می‌شود و اغلب با سازهای کوبه‌ای همراه است. این مقدمه‌ای برای یک اجرای بداهه‌پردازانه است، فانفار همچنین برای آگاهی از ورودِ یک شخصیت مهم مانند پادشاه، ملکه یا رئیس‌جمهور خبر می‌دهد. از نظر تاریخی، فانفار معمولاً توسط نوازندگان ترومپت اجرا می‌شد. 

## ریشه‌شناسی
این واژه در قرن پانزدهم از ریشهٔ اسپانیایی، با نام «فانفا» (وحشت) ردیابی شده‌است. اگرچه ممکن است این کلمه آنوماتوئیک باشد، یا از کلمهٔ عربی «فانفاره» به معنی ترومپت گرفته شده‌باشد. این اصطلاح برای اولین بار، سال ۱۵۴۶ در فرانسه و ۱۶۰۵ در انگلیس پیدا شده‌است، اما معنای فعلی آن از قرن نوزدهم به عنوان یک اصطلاحِ جایگزین برای اجرای فانفار در مراسم تشریفاتی و گروه‌های نظامی، مورد استفاده قرار گرفت.

## تاریخچه
کاربرد فانفار در فرانسه، ممکن است به نشانی از «شکار» نیز اشاره داشته باشد (که با شروع شکار یا کشتار آغاز می‌شود، یا بعد از کشتن، وقتی که سگها سهم خود را از حیوان به دست می‌آورند). در فرانسه و ایتالیا، فانفار نامی بود که در قرن نوزدهم به یک گروه بادی برنجی نظامی یا غیرنظامی داده شد. در بین فرانسویان این کاربرد تا به امروز ادامه دارد و گروه برنجی را از گروه برنجی ترکیبی و بادی‌های چوبی که به آنها هارمونی گفته می‌شود متمایز می‌کند. فانفار در اوایل قرن چهاردهم در هنر موسیقی تقلید شده‌است. با گسترش این اصطلاح، فانفار ممکن است به عنوانِ یک پاساژ کوتاه و برجسته توسطِ بادی‌های برنجی در ترکیب با یک قطعهٔ ارکسترال قرار گیرد.

## آهنگسازی
فانفار به‌طور گسترده در اپرا مورد استفاده قرار می‌گیرد، به‌خصوص می‌توان به اپراهای لوهنگرین و «تانهویزر» اثر ریشارد واگنر و ورود فرماندار در اپرای فیدلیو، پردهٔ دوم، اثر بتهوون اشاره کرد. از فانفارهای معروف در قرن بیستم از «فانفار برای مرد عادی» برای سازهای بادی برنجی و کوبه‌ای اثر آرون کوپلند، و «فانفار برای یک تئاتر جدید» برای دو ترومپت اثر ایگور استراوینسکی نام می‌برند.
«فانفارهای کوپلند» یکی از ۱۸ مجموعه‌ای است که توسط ارکستر سمفونیک سینسیناتی به رهبری «یوجین گوسنس» در سال‌های ۴۳-۱۹۴۲، اجرا شد، و هر کدام برای افتتاح یک کنسرت و هر یک از این قطعات، جنبه‌هایی از تلاش برای جنگی را نشان می‌داد که ایالات متحده یک سال قبل از آن، وارد جنگ جهانی دوم شده بود.
نت‌های ملودی فانفار، اغلب از سه‌صدایی اصلی آکورد ماژور انتخاب می‌شود و دارای نت‌های نقطه‌دار، آکسان و ریتم حماسی است. در این مثال از آهنگ کودکان با نام (ژان دو لا لین) که در سل ماژور است، از نت‌های نسبتاً جدا (بدون فاصلهٔ دوم) سل، سی، ر، استفاده شده‌است:
- فانفار معروفی از اپرای ویلیام تل برای ترومپت اثر جواکینو روسینی در می ماژور (نت‌های می، سل، سی)، آلگرو ویواچه:

## یادداشت
1. ↑  fanfa
2. ↑  fanfáre
3. ↑  Tannhauser
4. ↑  Fanfare for the Common Man
5. ↑  Fanfare for a New Theatre
6. ↑  Eugene Goossens
7. ↑  Jean de la Lune